# Коломенский 119-й пехотный полк
119-й пехотный Коломенский полк — пехотная воинская часть Русской императорской армии.

## История
17 мая 1797 года сформирован 16-й (с 29 марта 1801 года 15-й) егерский полк. 28 января 1833 года батальоны полка присоединены к Алексопольскому пехотному полку. 6 апреля 1863 года из 4-го резервного и бессрочноотпускных 5-го и 6-го батальонов Алексопольского пехотного полка сформирован Алексопольский резервный пехотный полк двухбатальонного состава. 13 августа того же года переименован в Коломенский пехотный полк и приведён в состав трёх батальонов. 25 марта 1864 года присвоен 119-й номер. В 1879 году стрелковые роты переименованы в 13-ю, 14-ю и 15-ю и вместе со вновь сформированной 16-й ротой составили 4-й батальон. В 1883 году присвоено старшинство с 17 мая 1797 года.

## Участие в боевых действиях
- 18 июля 1877 года в сражении под Плевной. Полк потерял 15 офицеров и 388 нижних чинов.
- 20 августа — 20 ноября 1877 года — блокада Плевны.
- 26 декабря 1877 года отличился при занятии Магмышского ущелья.
- 1904-1905 — полк был мобилизован, но прибыл на театр военных действий слишком поздно и в боевых действиях участия не принимал.

## Командиры
Командование 15-го егерского полка см. в соответствующей статье.
- 21.04.1863[1] — 08.10.1864 — полковник Корево, Николай Станиславович
- 08.10.1864 — 24.03.1869 — полковник Полторацкий, Павел Александрович
- 24.03.1869 — 29.09.1875 — полковник Напёрстков, Иван Николаевич
- 29.09.1875 — 13.06.1876 — полковник Беляев, Николай Михайлович
- 02.07.1876 — хх.07.1879 — полковник барон фон Гейкинг, Фёдор Теодорович
- 07.07.1879 — 17.01.1888 — полковник Цытович, Иван Илларионович
- 01.02.1888 — 08.12.1894 — полковник (с 14.11.1894 генерал-майор) Цеттерман, Оттон Лоренцович
- 08.12.1894 — 20.06.1899 — полковник Бестужев, Александр Васильевич
- 12.07.1899 — 16.08.1901 — полковник Качура, Николай Семёнович
- 22.09.1901 — 22.02.1904 — полковник Шупинский, Павел Андреевич
- 17.07.1907 — 20.07.1910 — полковник Российский, Алексей Александрович
- 21.08.1910 — 14.05.1913 — полковник Сиверс, Николай Николаевич
- 14.05.1913 — 30.08.1914[2] — полковник Протопопов, Борис Викторович
- 09.02.1915 — 08.11.1915[3] — полковник (с 05.10.1915 генерал-майор) Мацеевский, Адам Адольфович
- 27.11.1915 — 04.03.1917 — полковник Ендржеевский, Владислав Антонович
- 31.03.1917 — 19.08.1917 — полковник Бакитько, Гавриил Никитович
- 09.11.1917  — хх.хх.хххх — полковник Сорокин, Григорий Васильевич

## Отличия
- Георгиевское полковое знамя, пожалованное 17 мая 1897 года батальонам Алексопольского полка, с надписями «За Севастополь в 1854 и 1855 годах» и «1797-1897» с Александровской юбилейной лентой.
- В 1-м батальоне поход за военное отличие, пожалованный 25 декабря 1849 года 4-му батальону Алексопольского полка за усмирение Венгрии.
- Знаки на головные уборы с надписью «За отличие в Турецкую войну 1877 и 1878 годов», пожалованные 17 апреля 1878 года.

## Галерея памятников в Болгарии

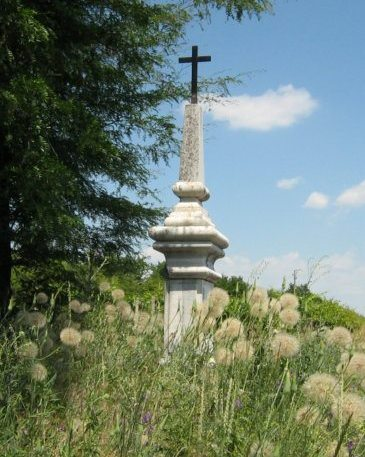
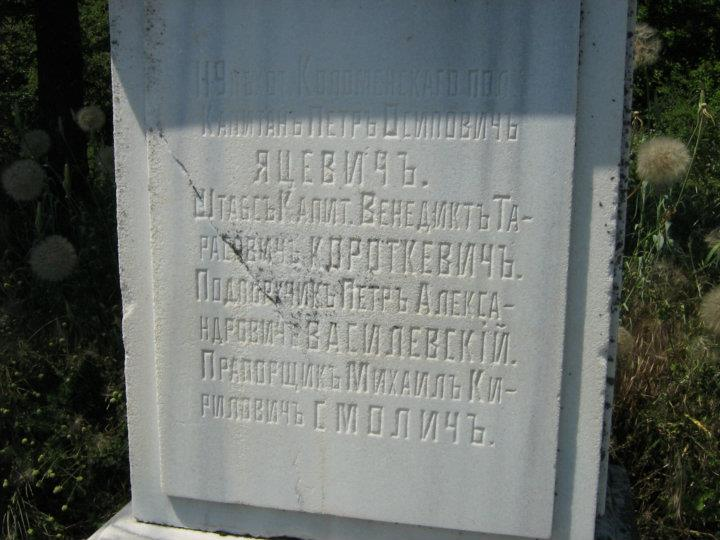

## Знамя полка
19 августа (по немецким данным – 30 августа) во время отступления из Восточной Пруссии знамя потерял 119-й пехотный Коломенский полк. Знамя полностью попало в руки немцев неподалёку от деревни Адамсхейде. Во время отхода русские войска 4-го корпуса генерала Алиева прикрывал Коломенский полк. Знамя оказалось на линии огня. Немцы писали, что, когда русские цепи поднялись и начали отходить, один из унтер-офицеров 2-го Тюрингского № 32 пехотного полка увидел в бинокль грузную фигуру русского знамёнщика, отходившего со знаменем в руках, с последними русскими бойцами. Тщательно приложившись, унтер-офицер выстрелил. Знамёнщик упал и знамя осталось лежать рядом с ним. Когда немцы поднялись и в свою очередь, пошли в атаку, унтер-офицер подобрал знамя. Отвечает ли немецкая версия действительности или нет – неизвестно. До 1945 года знамя находилось в Берлинском Цейхгаузе; позже было возвращено в Россию . В 1933 году РОНДу было передано СА одно из русских знамён, взятых немцами в Великой войне. Есть основание полагать, что это было знамя Коломенского полка, так как из всех трофейных русских знамён оно было в полном комплекте (полотнище, древко, навершие, скоба, юбилейные ленты) и в прекрасном состоянии. РОНД в Восточной Пруссии был распущен осенью 1934 года, в прочих же землях Германии его отделения под иными названиями просуществовали до 1939 года. Дальнейшая судьба этого знамени неизвестна.— Шевяков Т. Н. Потери знамён и штандартов Российской Императорской армии в 1799-1917 гг.

В двадцатых годах я слышал от офицера 30-й артиллер. бригады другую версию, которую тогда же и записал. По его словам, знамя Коломенскаго полка было захвачено немецкими самокатчиками, прорвавшимися в тыл отходящих русских войск в ночь с 29 на 30-е августа (стар. ст.) в д. Адамсхейде, в доме, где остановился на ночлег командир Коломенскаго полка полковник Протопопов, взятый при этом в плен. Вместе с командиром полка пленены были ночевавшие в том же доме полковой адъютант, фамилии которого рассказчик вспомнить не мог, и состоявший при штабе полка поручик Лушненко, бывший к началу войны на дополнительном курсе Николаевской Военной Академии и при мобилизации откомандированный в полк. Эта версия находит подтверждение в следующем: в списках Главного Штаба о потерях от 1-го октября 1914 г. опубликованы были потери в августовских боях по всем полкам 30-й пех. дивизии, кроме Коломенскаго. Но в одном из следующих списков, в котором опубликованы были потери по другой дивизии (даже не той же 1-й армии), в конце списка значится: «В плену: поручик Лушненко, полковник Протопопов и подпоручик Фёдоров».— Военная быль - № 90 Март 1968 год Автор: В. Бастунов